# 147 v.Chr.
147 v.Chr. is een jaartal volgens de christelijke jaartelling.

## Gebeurtenissen

### Italië
- Publius Cornelius Scipio Aemilianus Africanus en Gaius Livius Drusus zijn consul in het Imperium Romanum.
- De Senaat vertrouwt het bevel om het beleg van Carthago toe aan Scipio Aemilianus Africanus. Hij versterkt de blokkade en snijdt de bevoorrading van de Carthagers langs de zee af.

### Europa
- In Hispania komen de Lusitaniërs onder Viriathus in opstand en voeren een guerrillaoorlog tegen de Romeinen.

### Palestina
- Jonathan de Makkabeeër verovert met het Joodse vrijheidsleger de Seleucidische havenstad Joppa (huidige Jaffa).